# زبيغنيو راو
زبيغنيو راو (بالبولندية: Zbigniew Rau)‏ (من مواليد 3 فبراير 1955) سياسي بولندي ومحامي ودبلوماسي يشغل منصب وزير خارجية بولندا منذ 26 أغسطس 2020.